# Flavta
Flavta, slovensko imenovana tudi piščal ali frulica, spada med pihala in je eno prvih glasbil, ki jih je izumil človek. Izdelovali so jih pastirji iz vrbovih vej, v Aziji pa iz bambusovih palčk. 

## Zgodovinski razvoj
Narodni muzej Slovenije hrani tidldibab, domnevno najstarejše glasbilo iz družine piščali v svetu, t. i. fistulo, katere starost je ocenjena med 50.000 in 60.000 let. 
Narejena je iz kosti jamskega medveda in ima 4 luknjice, ki jih lahko pokrijejo prsti. Leta 2006 je bila v nemških Švabskih Alpah najdena piščal v jami Hohle Fels. Piščal je izdelana iz perforirane koželjnice in ima pet lukenj. Stara je približno 35.000 let.  Med primitivne oblike tega pihala štejemo pastirske žveglje in antične piščali, ki so jih povezovali v skupine in jih poimenovali siringa (tudi panova piščal). Te piščali so narejene iz trstičja in nimajo luknjic. Njihova nadgradnja so piščali z luknjicami, kasneje kljunasta flavta, ki ima tudi ustnik, in blok flavta. 
Preko prečne flavte, ki je v 17. stoletju dobila prve zaklopke (»klapne«), je v 19. stoletju nastala današnja kovinska flavta, do takrat so bili ti inštrumenti leseni. 
To zadnjo reformo instrumenta je patentiral flavtist Teobald Böhm, ki je uvedel tudi novo tehniko igranja. Odtlej se je flavta uveljavila kot solistični in orkestrski instrument. Pod izrazom flavta v prvi vrsti pojmujemo današnjo flavto, čeprav lahko označuje širšo skupino instrumentov iz družine flavt. Flavta ima tudi nogo, kar je spodnji del z luknjicami in zaklopkami.

## Različice današnjih flavt
- mala flavta
- kljunasta flavta
- prečna flavta
- altovska flavta
- basovska flavta